# Mine de Tyrone
La mine de Tyrone  est une mine à ciel ouvert de cuivre située au Nouveau-Mexique aux États-Unis,.